# Polymera prolixicornis
Polymera prolixicornis är en tvåvingeart som beskrevs av Alexander 1927. Polymera prolixicornis ingår i släktet Polymera och familjen småharkrankar. Inga underarter finns listade i Catalogue of Life.